# Cérat (évêque de Grenoble)
Cérat est un saint de l'Église catholique romaine et évêque de Gratianopolis (actuelle Grenoble) du Ve siècle.

## Biographie

### Épiscopat
Cérat (Ciratus,, Ceretius, Ceratus) semble lutter contre l'arianisme des Burgondes récemment installés dans la région, et confessa sa foi par l’exil. Il semble monter sur le siège épiscopal de Grenoble avant l'année 441. Ulysse Chevalier (1868) indique qu'il se serait réfugié à Auch (Gers).
Il est présent aux conciles d'Orange (441) et Vaison (442). Avec les évêques de Genève, Salonius, et de Vence, Véran, il écrit une lettre au pape Léon, vers 450. Il est mentionné, selon Duchesne (1894), dans une lettre synodale d'Eusèbe, évêque de Milan, au pape Léon, de l'année 451.

### Mort et vénération
La date de sa mort est donnée au cours de l'année 450,, à Auch. Ses restes étaient conservés et honorés à l’abbaye de Simorre, dans l'archevêché d'Auch (Gers).
Sa fête liturgique est fixée au 6 juin est marquée dans le martyrologe hiéronymien, et toujours à cette date pour le diocèse de Grenoble-Vienne.